# Campeonato da Europa de Atletismo de 2014 - 400 m masculino
A prova dos 400 metros masculino do Campeonato da Europa de Atletismo de 2014 foi disputada entre os dias 12 e 15 de agosto de 2014 no Estádio Letzigrund em Zurique,  na Suíça. 

## Recordes
Antes desta competição, os recordes mundiais e do campeonato nesta prova eram os seguintes:
|                       | Nome             | Nacionalidade     | Tempo  | Local     | Data                  |
| --------------------- | ---------------- | ----------------- | ------ | --------- | --------------------- |
| Recorde mundial       | Michael Johnson  | Estados Unidos    | 43s18  | Sevilha   | 26 de agosto de 1999  |
| Recorde do campeonato | Iwan Thomas      | Reino Unido       | 44s 52 | Budapeste | 21 de agosto de 1998  |
| Recorde europeu       | Thomas Schönlebe | Alemanha Oriental | 44s 33 | Roma      | 3 de setembro de 1987 |

## Medalhistas
| Ouro                | Prata                      | Bronze               |
| Martyn Rooney (GBR) | Matthew Hudson-Smith (GBR) | Donald Sanford (ISR) |

## Cronograma
Todos os horários são locais (UTC+2).
| Data         | Hora  | Evento    |
| ------------ | ----- | --------- |
| 12 de agosto | 12:46 | Bateria   |
| 13 de agosto | 18:54 | Semifinal |
| 15 de agosto | 18:50 | Final     |

## Resultados

### Bateria
Qualificação: 4 atletas de cada bateria  (Q) mais os  4 melhores qualificados (q).
| Posição | Bateria | Raia | Atleta                 | Nacionalidade | Tempo | Notas |
| ------- | ------- | ---- | ---------------------- | ------------- | ----- | ----- |
| 1       | 2       | 4    | Maksim Dyldin          | Rússia        | 45.45 | Q,    |
| 2       | 5       | 8    | Martyn Rooney          | Grã-Bretanha  | 45.48 | Q     |
| 3       | 1       | 2    | Mame-Ibra Anne         | França        | 45.57 | Q     |
| 4       | 2       | 6    | Liemarvin Bonevacia    | Países Baixos | 45.65 | Q     |
| 5       | 3       | 3    | Jakub Krzewina         | Polónia       | 45.68 | Q     |
| 6       | 1       | 7    | Kevin Borlée           | Bélgica       | 45.72 | Q     |
| 7       | 2       | 5    | Marek Niit             | Estónia       | 45.74 | Q,    |
| 8       | 2       | 8    | Jonathan Borlée        | Bélgica       | 45.77 | Q     |
| 9       | 5       | 5    | Samuel García          | Espanha       | 45.80 | Q     |
| 10      | 5       | 1    | Kamghe Gaba            | Alemanha      | 45.80 | Q     |
| 11      | 3       | 2    | Ricardo dos Santos     | Portugal      | 45.81 | Q,    |
| 12      | 3       | 7    | Conrad Williams        | Grã-Bretanha  | 45.90 | Q     |
| 13      | 5       | 6    | Nick Ekelund-Arenander | Dinamarca     | 45.91 | Q     |
| 14      | 1       | 8    | Łukasz Krawczuk        | Polónia       | 45.92 | Q     |
| 15      | 1       | 4    | Pavel Trenikhin        | Rússia        | 46.03 | Q     |
| 16      | 4       | 3    | Matthew Hudson-Smith   | Grã-Bretanha  | 46.07 | Q     |
| 17      | 2       | 2    | Rafał Omelko           | Polónia       | 46.10 | q     |
| 18      | 5       | 3    | Miloš Raović           | Sérvia        | 46.12 | q     |
| 19      | 4       | 4    | Donald Sanford         | Israel        | 46.18 | Q     |
| 20      | 2       | 7    | Richard Morrissey      | Irlanda       | 46.20 | q,    |
| 21      | 3       | 8    | Yannick Fonsat         | França        | 46.23 | Q     |
| 22      | 1       | 6    | Vitaliy Butrym         | Ucrânia       | 46.30 | q     |
| 23      | 3       | 4    | Julien Watrin          | Bélgica       | 46.31 |       |
| 24      | 4       | 6    | Brian Gregan           | Irlanda       | 46.33 | Q     |
| 25      | 3       | 5    | Davide Re              | Itália        | 46.34 |       |
| 26      | 2       | 3    | Patrik Šorm            | Chéquia       | 46.35 |       |
| 27      | 1       | 3    | Daniel Němeček         | Chéquia       | 46.47 |       |
| 28      | 5       | 7    | Lorenzo Valentini      | Itália        | 46.61 |       |
| 29      | 4       | 5    | Matteo Galvan          | Itália        | 46.64 | Q     |
| 30      | 4       | 8    | Jan Tesař              | Chéquia       | 46.65 |       |
| 31      | 5       | 4    | Karsten Warholm        | Noruega       | 46.73 |       |
| 32      | 4       | 7    | Yavuz Can              | Turquia       | 46.90 |       |
| 33      | 4       | 2    | Johan Wissman          | Suécia        | 46.93 |       |
| 34      | 3       | 6    | Yevhen Hutsol          | Ucrânia       | 46.96 |       |
| 35      | 1       | 5    | Bálint Móricz          | Hungria       | 47.04 |       |
| 36      | 1       | 1    | Mateo Ružić            | Croácia       | 47.06 |       |
| 37      | 3       | 1    | Batuhan Altıntaş       | Turquia       | 47.35 |       |
| 38      | 2       | 1    | Željko Vincek          | Croácia       | 48.32 |       |
| 39      | 5       | 2    | Fabian Haldner         | Liechtenstein | 50.55 |       |
| 40      | 4       | 1    | Karl Baldachino        | Gibraltar     | 55.09 |       |

### Semifinal
Qualificação: 2 atletas de cada bateria  (Q) mais os  2 melhores qualificados (q). 
| Posição | Bateria | Raia | Atleta                 | Nacionalidade | Tempo | Notas                |
| ------- | ------- | ---- | ---------------------- | ------------- | ----- | -------------------- |
| 1       | 3       | 3    | Matthew Hudson-Smith   | Grã-Bretanha  | 45.30 | Q                    |
| 2       | 3       | 8    | Jonathan Borlée        | Bélgica       | 45.38 | Q                    |
| 3       | 3       | 5    | Donald Sanford         | Israel        | 45.39 | q,                   |
| 4       | 2       | 6    | Martyn Rooney          | Grã-Bretanha  | 45.40 | Q                    |
| 5       | 3       | 4    | Jakub Krzewina         | Polónia       | 45.47 | q                    |
| 6       | 2       | 5    | Samuel García          | Espanha       | 45.58 | Q                    |
| 7       | 2       | 4    | Ricardo dos Santos     | Portugal      | 45.74 | Recorde nacional     |
| 8       | 3       | 6    | Mame-Ibra Anne         | França        | 45.79 |                      |
| 9       | 2       | 3    | Marek Niit             | Estónia       | 45.80 |                      |
| 10      | 3       | 7    | Brian Gregan           | Irlanda       | 45.81 | Recorde da temporada |
| 11      | 1       | 8    | Conrad Williams        | Grã-Bretanha  | 45.85 | Q                    |
| 12      | 1       | 6    | Kamghe Gaba            | Alemanha      | 46.01 | Q                    |
| 13      | 1       | 4    | Maksim Dyldin          | Rússia        | 46.05 |                      |
| 14      | 3       | 2    | Miloš Raović           | Sérvia        | 46.09 |                      |
| 15      | 1       | 3    | Kevin Borlée           | Bélgica       | 46.15 |                      |
| 16      | 2       | 7    | Łukasz Krawczuk        | Polónia       | 46.24 |                      |
| 17      | 2       | 2    | Matteo Galvan          | Itália        | 46.32 |                      |
| 18      | 1       | 5    | Liemarvin Bonevacia    | Países Baixos | 46.38 |                      |
| 19      | 2       | 8    | Pavel Trenikhin        | Rússia        | 46.40 |                      |
| 20      | 2       | 1    | Richard Morrissey      | Irlanda       | 46.64 |                      |
| 21      | 1       | 1    | Rafał Omelko           | Polónia       | 46.69 |                      |
| 22      | 1       | 2    | Yannick Fonsat         | França        | 46.83 |                      |
| 23      | 1       | 7    | Nick Ekelund-Arenander | Dinamarca     | 47.16 |                      |
| 24      | 3       | 1    | Vitaliy Butrym         | Ucrânia       | 48.16 |                      |

### Final
| Posição           | Raia | Atleta               | Nacionalidade | Tempo | Notas            |
| ----------------- | ---- | -------------------- | ------------- | ----- | ---------------- |
| Medalha de ouro   | 3    | Martyn Rooney        | Grã-Bretanha  | 44.71 | EL               |
| Medalha de prata  | 6    | Matthew Hudson-Smith | Grã-Bretanha  | 44.75 | Recorde pessoal  |
| Medalha de bronze | 2    | Donald Sanford       | Israel        | 45.27 | Recorde nacional |
| 4                 | 1    | Jakub Krzewina       | Polónia       | 45.52 |                  |
| 5                 | 5    | Conrad Williams      | Grã-Bretanha  | 45.53 |                  |
| 6                 | 7    | Kamghe Gaba          | Alemanha      | 45.83 |                  |
| 7                 | 8    | Samuel García        | Espanha       | 46.35 |                  |
| 8                 | 4    | Jonathan Borlée      | Bélgica       | DNS   |                  |

Legenda
| Recorde mundial       | Recorde mundial (World record)               |                       | Recorde africano                      | Recorde africano (African) |                                           | Q | Classificado por posição (Qualified) |
| Recorde do campeonato | Recorde do campeonato (Championship record)  | Recorde da América    | Recorde da América (Americas)         | q                          | Classificado por melhor tempo (Qualified) |   |                                      |
| Melhor marca do ano   | Melhor marca do ano (World leading)          | Recorde asiático      | Recorde asiático (Asian)              | DNS                        | Não largou (Did not start)                |   |                                      |
| Recorde nacional      | Recorde nacional (National record)           | Recorde europeu       | Recorde europeu (European)            | DNF                        | Não terminou (Did not finish)             |   |                                      |
| Recorde pessoal       | Recorde pessoal do atleta (Personal best)    | Recorde da Oceania    | Recorde da Oceania (Oceania)          | DSQ / DQ                   | Desclassificado (Disqualified)            |   |                                      |
| Recorde da temporada  | Recorde da temporada do atleta (Season best) | Recorde sul-americano | Recorde sul-americano (South America) | NM                         | Sem marca (No mark)                       |   |                                      |